# Gordiichthys
Gordiichthys – rodzaj ryb promieniopłetwych z podrodziny Ophichthinae w obrębie rodziny żmijakowatych (Ophichthidae).

## Rozmieszczenie geograficzne
G. combibus występuje we wschodnim Oceanie Spokojnym, a pozostałe gatunki w zachodnim Oceanie Atlantyckim.

## Morfologia
Długość ciała do 76 cm; brak danych dotyczących masy ciała.

## Systematyka
Rodzaj zdefiniowała w 1891 roku para amerykańskich ichtiologów David Starr Jordan i Bradley Moore Davis, w artykule poświęconym wstępnemu przeglądowi ryb „bezpłetwych” lub węgorzowatych zamieszkujących wody Ameryki i Europy, opublikowanym w raporcie komisarza United States Commission of Fish and Fisheries. Gatunkiem typowym jest (oryginalne oznaczenie (również monotypowe)) G. irretitus.

### Etymologia
Gordiichthys: rodzaj Gordius Linnaeus, 1758 (nitnikowce); gr. ιχθυς ikhthus ‘ryba’.

### Podział systematyczny
Do rodzaju należą następujące gatunki:
- Gordiichthys combibus McCosker & Lavenberg, 2001
- Gordiichthys ergodes McCosker, Böhlke & Böhlke, 1989
- Gordiichthys irretitus Jordan & Davis, 1891
- Gordiichthys leibyi McCosker & Böhlke, 1984
- Gordiichthys randalli McCosker & Böhlke, 1984